# جاكوب فريس
جاكوب فريس هو نقابي ومحرر وصحفي وسياسي نرويجي، ولد في 27 أبريل 1883 في روروس في النرويج، وتوفي في 12 ديسمبر 1956 في كريستيانساند في النرويج. نشط حزبياً في حزب العمال (1928 – 1928) وحزب العمال (1936 – 1936). وقد انتخب عضو برلمان النرويج ‏ عن دائرة Market towns of Vest-Agder and Rogaland counties ‏ وقد انضم خلال فترته النيابية ‏ (1950 – 1953) للكتلة البرلمانية حزب العمال وانتخب عضو برلمان النرويج ‏ عن دائرة Market towns of Vest-Agder and Rogaland counties ‏ وقد انضم خلال فترته النيابية ‏ (1945 – 1949) للكتلة البرلمانية حزب العمال.